# Coswig (Anhalt)
Coswig é uma cidade da Alemanha localizada no distrito de Wittenberg, estado de Saxônia-Anhalt.
Pertence ao Verwaltungsgemeinschaft de Coswig.
A partir de 1 de julho de 2009, os antigos municípios de Hundeluft, Jeber-Bergfrieden, Möllensdorf e  Ragösen foram incorporados à cidade.